# Kydonen

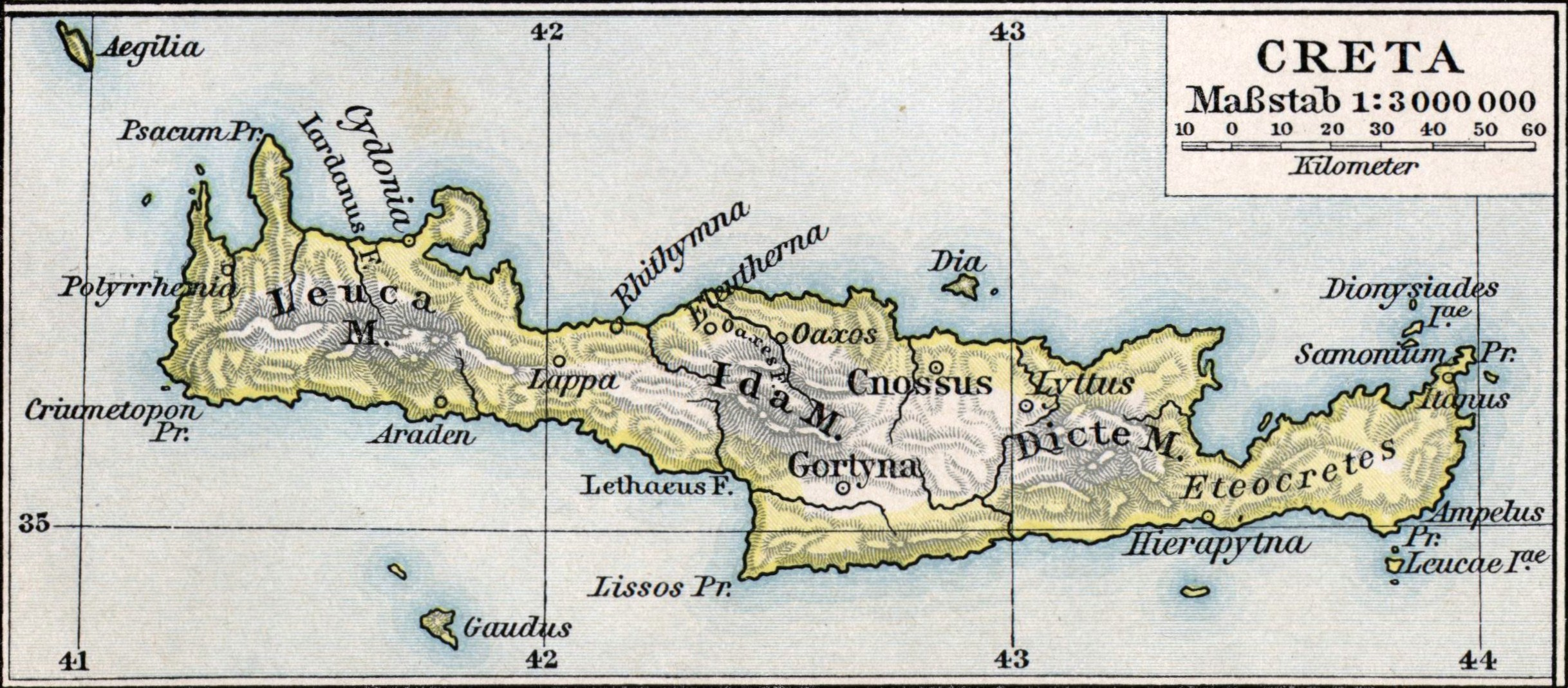
Kreta in der Antike mit Cydonia (lat.) im Nordwesten

Kydonen (mykenisch 𐀓𐀈𐀛𐀍 ku-do-ni-jo / Kudōnios; altgriechisch Κύδωνες Kýdones oder Κυδωνιάτας Kydoniátas) ist die Bezeichnung eines bronzezeitlichen Volkes auf der griechischen Mittelmeerinsel Kreta. Nach ihnen beziehungsweise ihrem mythischen König Kydon (mykenisch ku-do / Kudōn) wurde die antike Stadt Kydonia (mykenisch ku-do-ni-ja / Kudōniā; altgriechisch Κυδωνία Kydonía) benannt. Die Kydonen gelten neben den Eteokretern als älteste Bewohner der Insel. Über ihre Herkunft und Sprache ist wenig bekannt.

## Historische Hinweise

### Literarische Quellen
Erstmals erwähnt werden die Kydonen in der Odyssee von Homer. Sie sind dort als eigenständiges Volk auf Kreta neben den Achaiern, Dorern, Pelasgern und Eteokretern, den „eingeborenen Kretern“, aufgeführt. Im 19. Gesang der Odyssee, Zeilen 172 bis 179, heißt es:
| Κρήτη τις γαῖ’ ἔστι μέσῳ ἐνὶ οἴνοπι πόντῳ, καλὴ καὶ πίειρα, περίρρυτος· ἐν δ’ ἄνθρωποι πολλοὶ ἀπειρέσιοι, καὶ ἐννήκοντα πόληες· - ἄλλη δ’ ἄλλων γλῶσσα μεμιγμένη· ἐν μὲν Ἀχαιοί, ἐν δ’ Ἐτεόκρητες μεγαλήτορες, ἐν δὲ Κύδωνες Δωριέες τε τριχάικες δῖοί τε Πελασγοί· - τῇσι δ’ ἐνὶ Κνωσός, μεγάλη πόλις, ἔνθα τε Μίνως ἐννέωρος βασίλευε Διὸς μεγάλου ὀαριστής, | „Kreta ist ein Land im dunkelwogenden Meere, Fruchtbar und anmutsvoll und ringsumflossen. Es wohnen Dort unzählige Menschen, und ihrer Städte sind neunzig: Völker von mancherlei Stamm und mancherlei Sprachen. Es wohnen Dort Achaier, Kydonen und eingeborene Kreter, Dorier, welche sich dreifach verteilet, und edle Pelasger. Ihrer Könige Stadt ist Knossos, wo Minos geherrscht hat, Der neunjährig mit Zeus, dem großen Gotte, geredet.“ |

Die hier angegebene deutsche Übersetzung des altgriechischen Originaltextes stammt von Johann Heinrich Voß aus dem Jahr 1781. Schon im 3. Gesang der Odyssee, der die Rückfahrt des Menelaos von Troja nach dem Ende des Trojanischen Krieges behandelt, werden die Kydonen in der Zeile 292 genannt, dort als Bewohner der Ufer des Iardanos (auch Jardanos transkribiert):
| ἔνθα διατμήξας τὰς μὲν Κρήτῃ ἐπέλασσεν, ἧχι Κύδωνες ἔναιον Ἰαρδάνου ἀμφὶ ῥέεθρα. ἔστι δέ τις λισσὴ αἰπεῖά τε εἰς ἅλα πέτρη ἐσχατιῇ Γόρτυνος ἐν ἠεροειδέι πόντῳ· ἔνθα νότος μέγα κῦμα ποτὶ σκαιὸν ῥίον ὠθεῖ, ἐς Φαιστόν, μικρὸς δὲ λίθος μέγα κῦμ' ἀποέργει. αἱ μὲν ἄρ' ἔνθ' ἦλθον, σπουδῇ δ' ἤλυξαν ὄλεθρον ἄνδρες, ἀτὰρ νῆάς γε ποτὶ σπιλάδεσσιν ἔαξαν | „Plötzlich zerstreut’ er die Schiffe; die meisten verschlug er gen Kreta, Wo der Kydonen Volk des Iardanos Ufer umwohnet. An der gordynischen Grenz’, im dunkelwogenden Meere, Türmt sich ein glatter Fels den dringenden Fluten entgegen, Die der gewaltige Süd an das linke Gebirge vor Phaistos Stürmt; und der kleine Fels hemmt große brandende Fluten. Dorthin kamen die meisten; und kaum entflohn dem Verderben Noch die Männer, die Schiffe zerschlug an den Klippen die Brandung.“ |

Im Epos Aeneis des Vergil, das auf Grundlage früherer Überlieferungen einen der Gründungsmythen des Römischen Reiches erzählt, werden die Kydonen im 12. Buch in Zeile 858 kurz erwähnt. Die Zeilen 856 bis 860, in der Übersetzung von Wilhelm Hertzberg aus dem Jahr 1859, haben folgenden Inhalt:
| non secus ac nervo per nubem impulsa sagitta, armatam saevi Parthus quam felle veneni, Parthus sive Cydon, telum immedicabile, torsit, stridens et celeris incognita transilit umbras: talis se sata Nocte tulit terrasque petivit. | „Wie ein Pfeil, durch hohes Gewölk von der Sehne geschleudert, Den mit galligem Saft bösartigen Giftes der Parther Oder Kydone getränkt und als unheilvolles Geschoss wirft, Schwirrend von keinem erkannt durch die flüchtigen Schatten dahinsaust, Also flog auch die Tochter der Nacht hinab zu der Erde.“' |

Eine ähnlich kurze Erwähnung erfuhren die Kydonen in einem Brief eines anonymen Verfassers an Kaiser Konstantin I. aus dem Jahr 310 n. Chr. Dort heißt es (in der Übersetzung von Brigitte Müller-Rettig aus dem Jahr 1990): „Denn keine Speere der Perser oder Kydonen haben mit so sicherem Wurf ihr Ziel erreicht, wie du zum rechten Zeitpunkt deinem Vater, der sich aufmachte, die Welt zu verlassen, als Begleiter zur Seite standest und alle seine Sorgen. die er in vorausahnendem und verschwiegenem Herzen bedachte, durch die Gewißheit deiner Gegenwart erleichtert hast.“
Der Geschichtsschreiber und Geograf Strabon (etwa 63 v. Chr. – nach 23 n. Chr.) bezieht sich in seinen Geôgraphiká (Γεωγραφικά) über Staphylos von Naukratis auf Homer und siedelte die zu seiner Zeit schon historischen Kydonen im Westen der Insel Kreta an. Er bezeichnete sie neben den „echten Kretern“ (Ἐτεόϰρητες Ἐteókrētes) im Süden als „wahrscheinlich ureinsässig“, während die Dorer im Osten später eingewandert seien. Gleichzeitig gibt Strabon jedoch an, dass die Kleinstadt Praisos mit dem Heiligtum des Diktäischen Zeus im Osten der Insel den Eteokretern gehörte. Ebenso stimmen die Siedlungsangaben Strabons nicht mit den allgemein angenommenen Thesen zur dorischen Landnahme auf Kreta während der „dorischen Wanderung“ überein, nach denen die Dorer die Insel von der Mitte bis in den Westen besiedelten und dabei die Eteokreter nach Osten verdrängten. Eine Beschränkung der Kydonen auf den Westen ist somit ebenfalls nicht gesichert.

### Die Stadt Kydonia

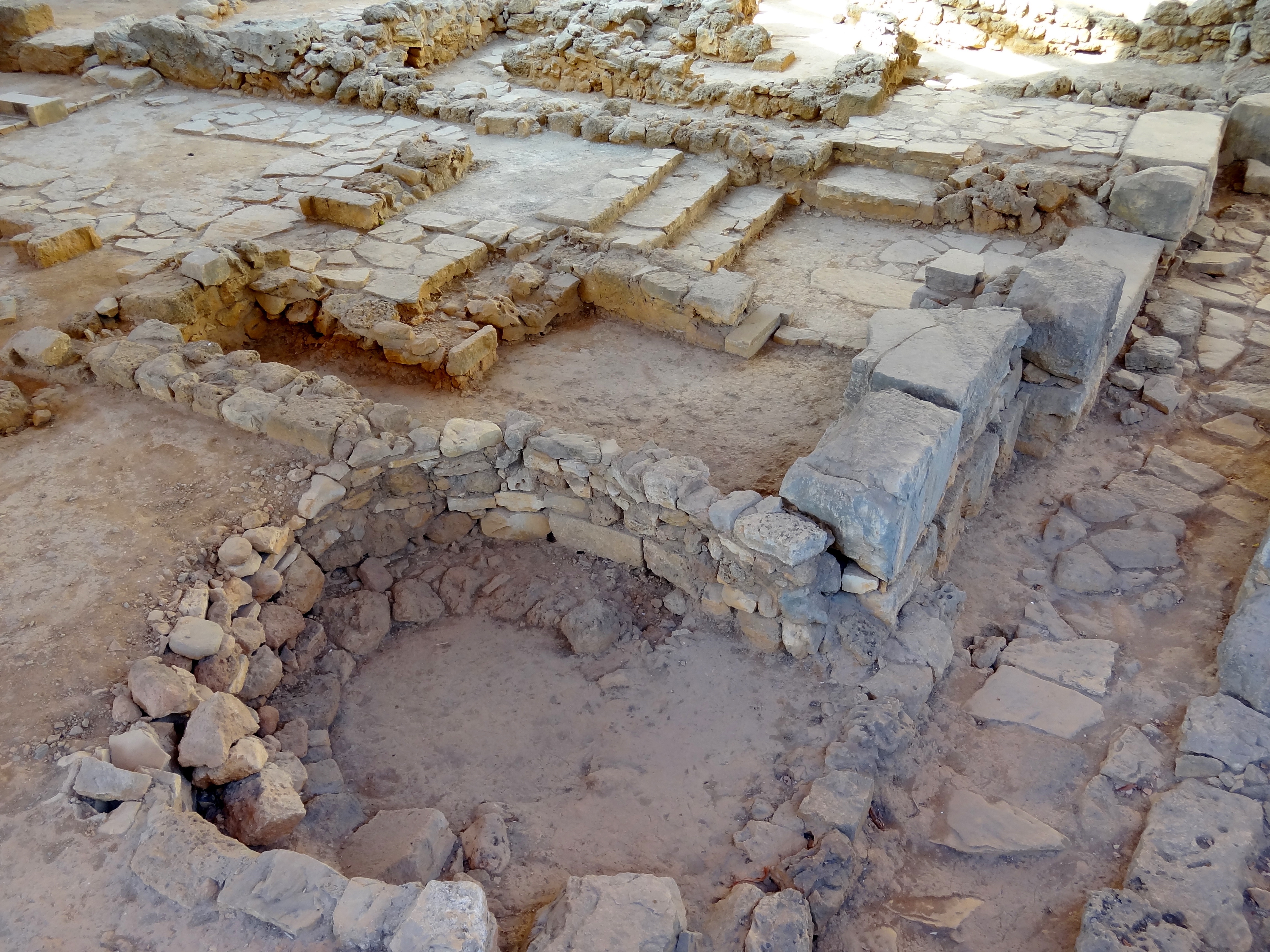
Minoische Ausgrabungen in Chania

Häufig wird die Bezeichnung Kydonen nicht als Volksname, sondern als Name für die Bewohner der Stadt Kydonia verwendet. Der Name der Stadt an der Nordwestküste Kretas, an deren Stelle sich das heutige Chania erhebt, ist in verschiedenen Schreibweisen überliefert. Schon in mittelminoischer Zeit existent, fand man bei Ausgrabungen in Knossos Schrifttafeln sowohl in Linearschrift A als auch in Linearschrift B, auf denen der Name Kydonias verzeichnet ist. In der minoischen Linearschrift A (etwa 2000–1400 v. Chr.) lautete dieser KU.DO.NI, in mykenischer Linearschrift B (etwa 1440–1180 v. Chr.) wird er ku-do-ni-ja transkribiert. Aus diesen ursprünglichen Namensformen entstand das altgriechische Kydonia, was in der Zeit des Römischen Reiches Cydonia geschrieben wurde, so wie die Stadt auf der Peutingerschen Tafel verzeichnet ist.
Seit 1964 durchgeführte Ausgrabungen auf dem Kastelli-Hügel in Chania brachten Funde vom Spätneolithikum bis in die Geometrische Zeit zu Tage. Darunter befanden sich Gefäßfragmente mit aufgemalten Zeichen der Linearschrift B. Sie wurden in die spätminoische Epoche III B der Nachpalastzeit datiert. Das Schriftzeugnis auf dem Fragment eines Gefäßverschlusses war der erste Fund einer Linear-B-Schrift außerhalb von Knossos. Zwei Innenräume eines Hauses nach Art eines minoischen Megarons mit gepflastertem Fußboden und gemörtelten Wänden geben Hinweise auf die Besiedlung Kydonias in spätminoisch-mykenischer Zeit. Die mykenische Epoche endete ab 1100 v. Chr. mit der Einwanderung des Volkes der Dorer und dem Eintritt in die schriftlose Zeit der Dunklen Jahrhunderte. Aus der diesen folgenden archaischen Zeit gibt es keine Hinweise auf ein Volk der Kydonen auf Kreta, die Einwohner Kydonias wurden zu den Griechen gerechnet.

## Interpretation
Zur Einordnung der Kydonen als ein mögliches Volk auf Kreta im 2. Jahrtausend v. Chr. erscheint eine umfassende Sicht auf die bis heute umstrittene Siedlungsgeschichte der Insel notwendig. Ausgehend von den Angaben der oben genannten antiken Autoren siedelten auf Kreta neben den später eingewanderten Pelasgern, Achaiern und Dorern zwei „wahrscheinlich ureinsässige“ Völker, wie Strabon schreibt. Die einen werden als Kydonen, die anderen als Eteokreter bezeichnet. Beide sind bei Homer direkt einander gegenübergestellt, „Kydonen und eingeborene Kreter“ oder „wahre Kreter“, als wenn der Begriff Kydonen eine allgemeine Bezeichnung für die Bewohner Kretas sei, diese aber von den „eigentlichen“ Ureinwohnern der Insel abgegrenzt werden müssten. Und zwar in der Art, dass sie den Eteokretern weder untertan waren, noch deren Sprache sprachen oder Religion praktizierten. Dabei ist zu beachten, dass die Kydonen nach Homer „des Iardanos Ufer“ bewohnten, also nicht auf die Stadt Kydonia beschränkt sein konnten, da diese (wie auch Chania heute) an keinem Fluss lag.

### Bezeichnung

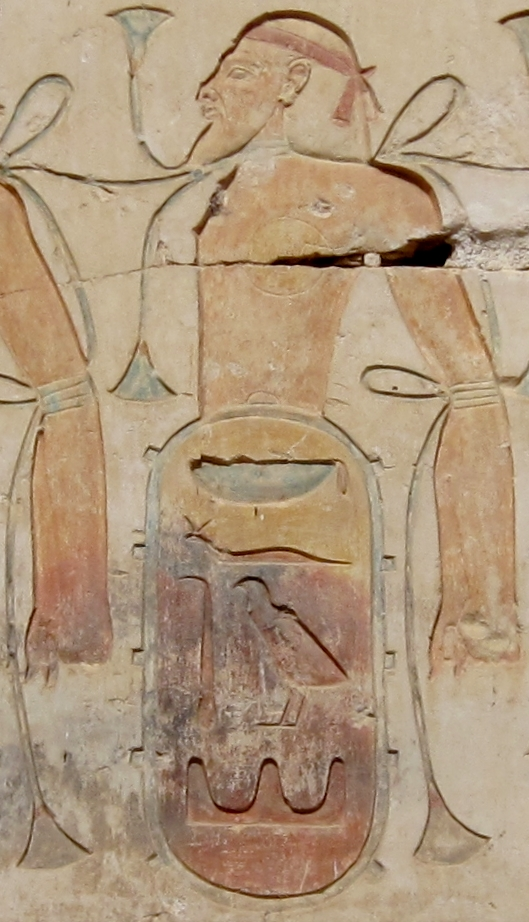
Symbolische Darstellung: „Gefangener Keftiu“ im Tempel Ramses’ II. in Abydos

Bei der Annahme des Wortes Kydonen beziehungsweise dessen mykenischer Entsprechung ku-do-ni-jo als Herkunftsbezeichnung eines Volkes, also als „Bewohner von Kreta“ (das Endungs-„jo“ steht für die Volksbezeichnung (Ethnikon), die Bewohner von ku-do-ni), nicht nur für die Stadtbewohner Kydonias, fällt eine Ähnlichkeit mit möglichen Bezeichnungen der Insel in anderen Sprachen auf. Das in altägyptischen Texten erwähnte Keftiu / Kafta (Kftjw / Kft; aus Kaftar) steht sowohl als geografische Bezeichnung für Kreta (alttestamentlich Kaphtor, Kaptā/ōr) als auch für dessen Bewohner. Belegt ist Keftiu bereits in der Zweiten Zwischenzeit Ägyptens im Papyrus Leiden I 344 (erstellt 1840–1700 v. Chr.), der als Abschrift über gleichartige Einbalsamierungstechniken berichtet. Möglicherweise datiert die Originalvorlage des Papyrus in die 12. Dynastie (20. Jahrhundert v. Chr.) und nimmt Bezug auf den Beginn der ersten Zwischenzeit (23./22. Jahrhundert v. Chr.):

„Keiner segelt heute mehr nordwärts nach Byblos. Woher sollen wir Zedern für unsere Mumien nehmen? […] Mit dem daraus hergestellten Öl wurden die Obersten einbalsamiert, wie auch im fernen Keftiu. Aber sie kommen nicht mehr.“

Auf einer Statuensockel-Inschrift mit unter anderem ägäischen Ortsnamenlisten aus dem Totentempel von Amenophis III. (etwa 1390–1352 v. Chr.) fand sich der Name Kutunaja für die Stadt Kydonia, wobei in der altägyptischen Sprache der wechselnde Anlaut „t“ statt „d“ nicht ungewöhnlich ist. Daneben kam es des Öfteren zu Verschiebungen von Buchstaben bei der Übernahme eines Wortes in eine andere Sprache, wie beispielsweise im Fall des mykenischen Su-ki-ri-ta / Sugrita zum altgriechischen Sybrita oder vom altgriechischen Eleutherna zum neugriechischen Eleftherna. In der Bilingue des Kanopus-Dekrets von 238 v. Chr. wie auch in anderen ptolemäischen Quellen wird das altägyptische Keftiu mit dem griechischen Φοινίκη (Phoiníkē) übersetzt, womit das Land Phönizien gemeint ist. Die Phönizier werden in anderen altägyptischen Texten Fenchu (Fnḫw) genannt, in Verbindung mit dem Baum-Determinativ übersetzt als „Baumfäller“. Als Inseln der Fenchu galten im altägyptischen Neuen Reich hingegen die Inseln des östlichen Mittelmeeres, zu denen auch Kreta gehört.

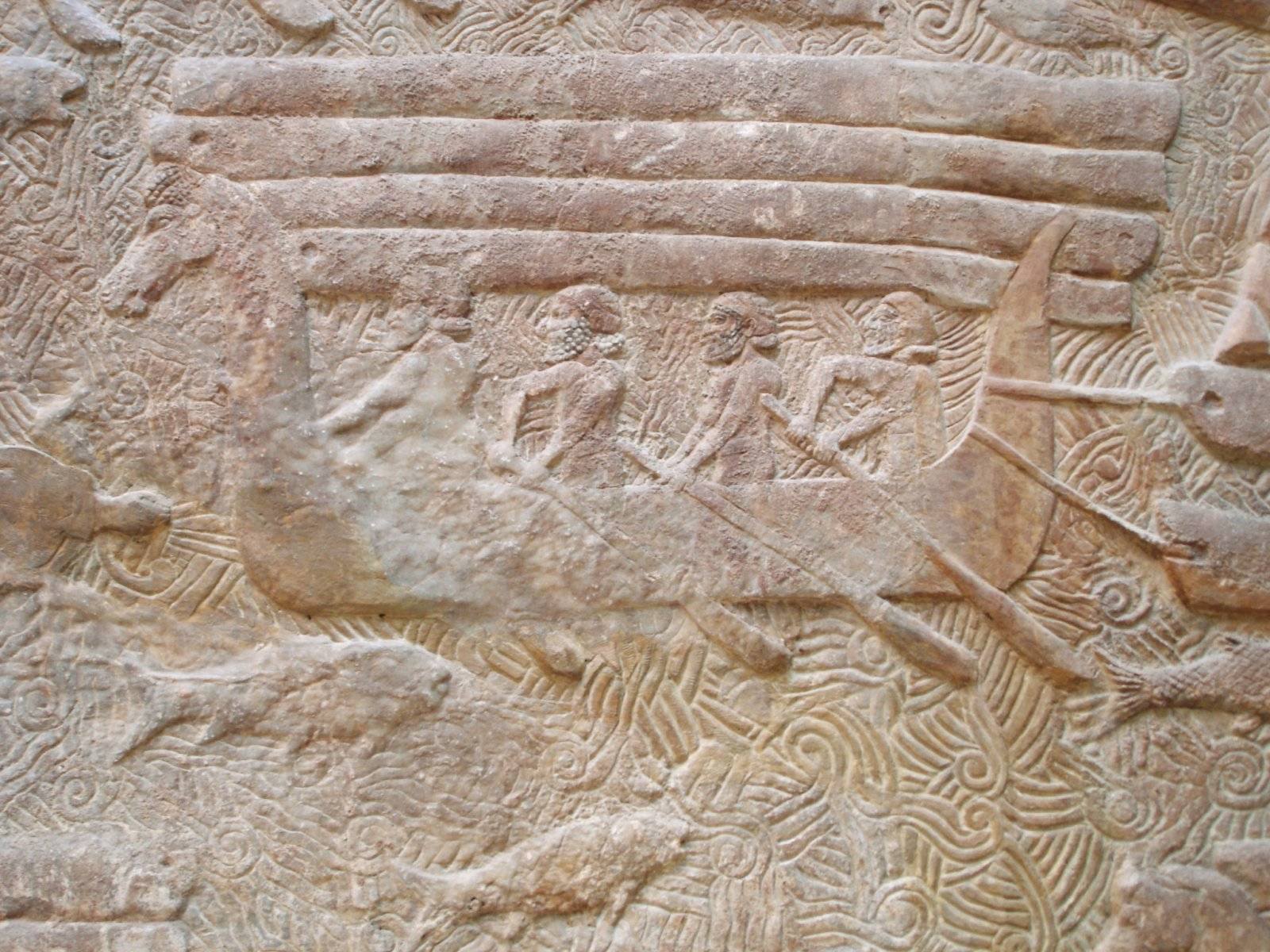
Holztransport von Libanon-Zedern (assyrische Darstellung aus Dur Scharrukin)

Die Phönizier sind in Griechenland seit Homer als Φοίνιϰες (Phoinikes) belegt, in mykenischem Griechisch möglicherweise schon als po-ni-ki-jo auf Linear-B-Tafeln aus Knossos, was vielleicht eine Ableitung aus dem altägyptischen Fenchu darstellt. Bei den Ägyptern erscheinen die Fenchu schon früher, und zwar in einer Siegesinschrift Thutmosis II. (etwa 1492 bis 1479 v. Chr.) als ägyptische Hoheitsgebiet der „Länder von Fenchu“ (Stadtstaaten) im Zusammenhang mit Retjenu und auf einem Denkstein Sethos I. (um 1323–1279 v. Chr.) für die Kapelle Ramses I. in Abydos, in dessen Inschrift sich Sethos rühmt, die „Länder der Fenchu vernichtet zu haben“. Die wichtigsten Stadtstaaten der Phönizier an der Küste der Levante, wie Tyros, Byblos oder Sidon, sind jedoch wesentlich älter. So entstand bereits zwischen dem 18. und 15. Jahrhundert v. Chr. in dem von den Ägyptern Retjenu genannten Land eine Schrift, die heute als Byblos-Schrift bekannt ist. Daneben sind Verbindungen Kretas mit dem Hinterland der Levanteküste, dem Königreich von Qatna, archäologisch nachgewiesen. Aus in ein Brunnenhaus gestürztem Bauschutt wurden 3000 Freskenfragmente minoischer Art aus der Zeit vor 1340 v. Chr. geborgen.

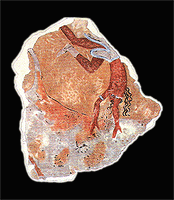
Minoisches Fresko aus Auaris

Politisch stellten die Bewohner von Retjenu selbst für Ägypten eine Bedrohung dar. Ihre Ausbreitung gipfelte 1719 bis 1692 v. Chr. in der Machtübernahme über Unterägypten durch die Hyksos. Aus ihrer Hauptstadt Auaris, ägyptisch Hut-waret (Ḥw.t-wˁr.t), sind minoische Funde bekannt, die auf enge Beziehungen der Hyksos zur Minoischen Kultur auf Kreta hindeuten. Die Hyksos bestanden vermutlich zu großen Teilen aus Amurritern sowie weiteren Stämmen aus Kanaan und den syrisch-libanesischen Küstengebieten, waren also wie die Phönizier Semiten. Auch die griechische Mythologie verweist auf enge Beziehungen Kretas zu den semitischen Völkern der levantinischen Küste. Phoinix, der Stammvater der Phönizier, ist dort als Bruder der von Zeus nach Kreta entführten Europa angegeben. Beide, Phoinix und Europa, sind Kinder des Königs Agenor von Sidon oder Tyros. Gemeinsam mit seinen Brüdern Kadmos und Kilix suchte Phoinix im gesamten östlichen Mittelmeerraum nach der geraubten Schwester. In der Ilias von Homer ist Phoinix im 14. Gesang, Zeile 321, hingegen der Vater der Europa.

### Herkunft
Die territoriale Ausdehnung der seefahrenden Völker der Levante im 2. Jahrtausend v. Chr. ist ein wichtiger Aspekt in Bezug auf die größte Insel im ägäischen Raum. Schon Ernst Assmann ging von einer semitischen Abstammung der Kydonen auf Kreta aus. Dazu bediente er sich der Deutung von Namen, die mit den Kydonen in Verbindung gebracht wurden, wie der bei Homer genannte Fluss Iardanos. Assmann bezieht diesen auf die hebräischen Bezeichnung jarden für „Fluss“, auf die auch der Flussname Jordan zurückgeht. Der kretische Iardanos wird meist mit dem jetzigen Chekolimenos (Χεκολημένος) westlich von Chania identifiziert. Iardanos heißt heute auch noch eine griechische Gemeinde in der Präfektur Elis auf dem Peloponnes, wo es bei Phrixa in der Pisatis einen Tempel der Athena Kydonia gab. Dies ist insofern merkwürdig, als bei den Kydonen auf Kreta nicht Athene, sondern Diktynna verehrt wurde, eine weibliche Naturgottheit, die aus der gortynischen Nymphe Britomartis hervorging und deshalb auch Britomartis Diktynna genannt wurde. Sie verschmolz später mit der dorischen Artemis zur Artemis Diktynna, von der neben dem kretischen auch Tempel auf dem Peloponnes bezeugt sind. Außer in Lakonien standen die Tempel der Diktynna fast ausschließlich in Meeresnähe, in Hafenorten oder auf Vorgebirgen. Sie wurde später dem Apollon Delphinios als Schwester zur Seite gestellt.

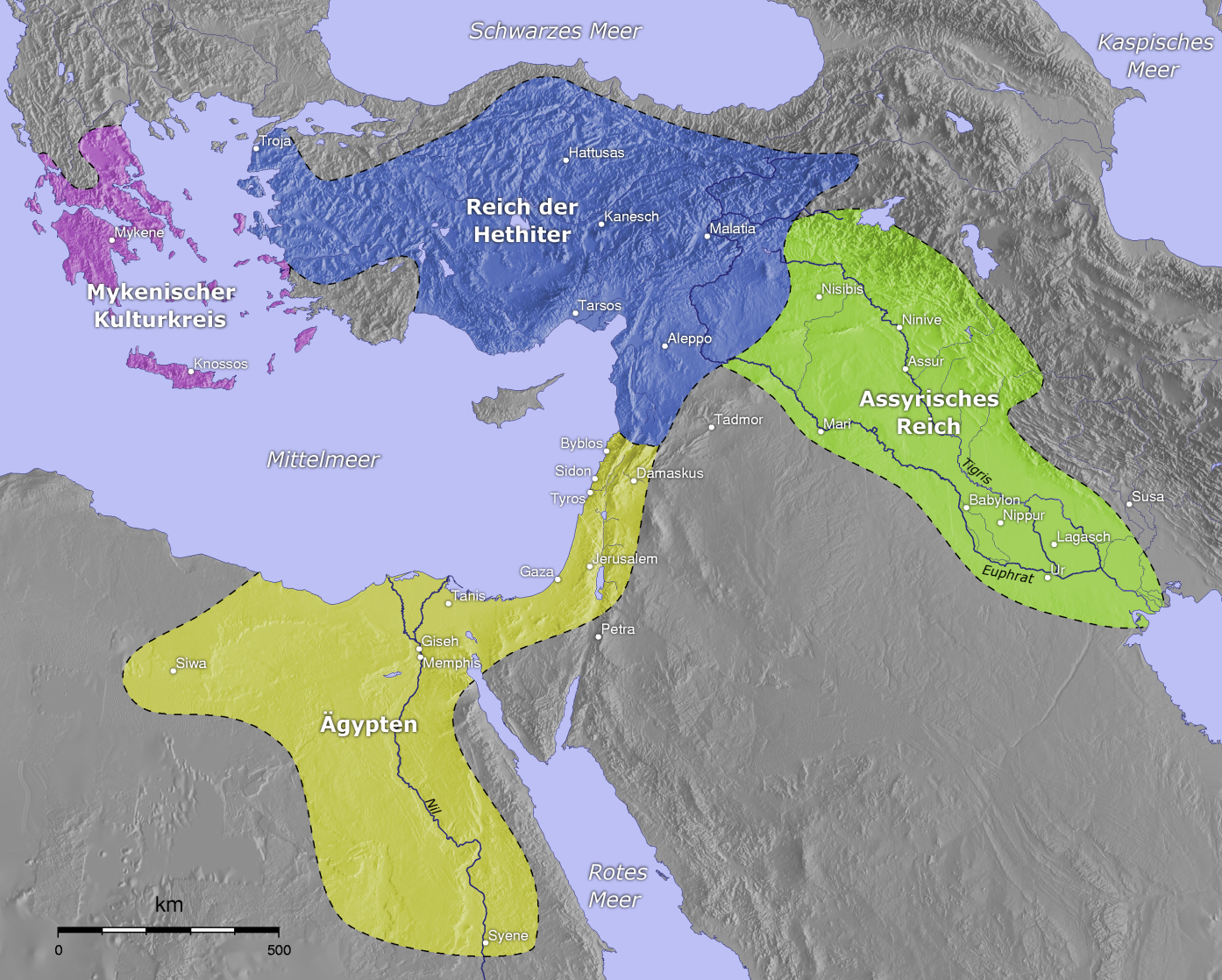
Östliche Mittelmeerkulturen (1400 v. Chr.)

Auch der Apollonkult war auf Kreta verbreitet, der Gott selbst soll die Wache seines Tempels in Delphi mit kretischen Bogenschützen unter dem Heros Kastalios besetzt haben. Kastalios bedeutet nach Assmann „Bogenschütze meines Gottes“, nach hebräisch kassath und aramäisch kastha für „Bogenschütze“ und eli für „mein Gott“. Auch den Namen des Apollon leitet Assmann aus dem Semitischen ab, nämlich vom assyrischen apalu, einem Zeitwort für göttliche Offenbarungen und Prophezeiungen. Der Stammheros der Kydonen, der mythische König Kydon, wurde als Sohn des Apollon (nach anderen Angaben Hermes) und der Akakallis angesehen, wodurch Apollon auf Kreta zuerst als kydonische Gottheit aufgefasst werden muss. Auch im Namen der Akakallis vermutet Assmann einen semitischen Ursprung, der ins dorische Griechisch umgeformt wurde. Der Kult des Apollon war dabei nicht nur auf den Westen Kretas beschränkt. In der Mitte Gortyns, im Stadtteil Pythion, bestand ein Heiligtum des Gottes. Auch das Wort Pythion scheint semitischen Ursprungs (aus hebräisch pethen, aramäisch (targ.) pithna, arabisch pathan für „Schlange“), was zum Python der Apollon-Mythologie gehört. Ebenfalls eine semitische Namensherkunft erwägt Assmann beim Namen der südlich von Gortyn gelegenen Hafenstadt Leben beim heutigen Lendas, abgeleitet vom hebräisch-phönizischen lebi / labi für „Löwe“ und benannt nach einem löwenähnlichen Uferfelsen, dem „Löwen der Rhea“, später als „Löwenkap“ (Λέον) benannt. Von der Südküste Kretas sind aus späterer Zeit Kontakte zur levantinischen Küste bekannt, so wurde bei Ausgrabungen in Kommos ein phönizischer Schrein aus der Zeit um 800 v. Chr. gefunden.

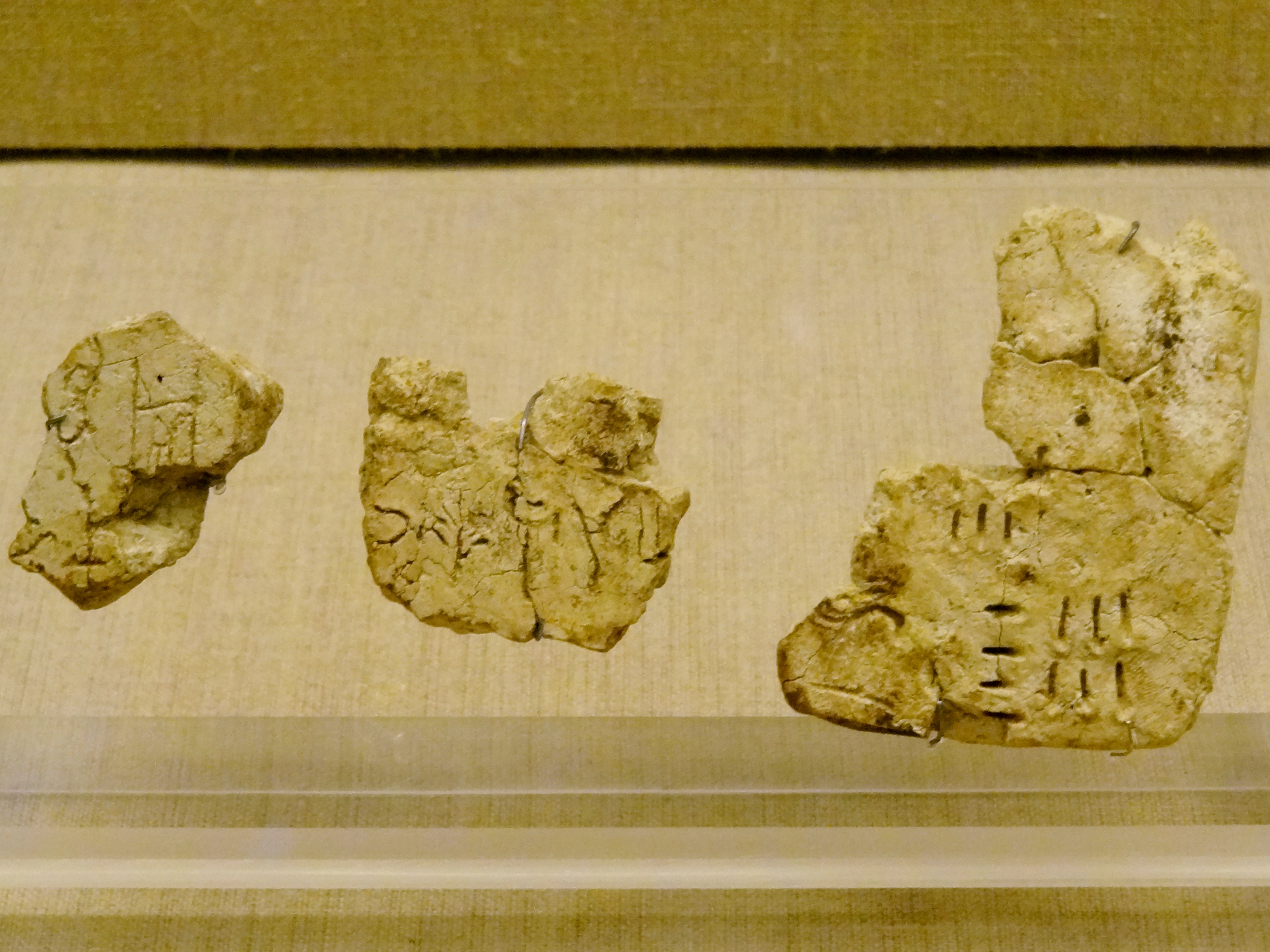
Bruchstücke von Linear-A-Täfelchen

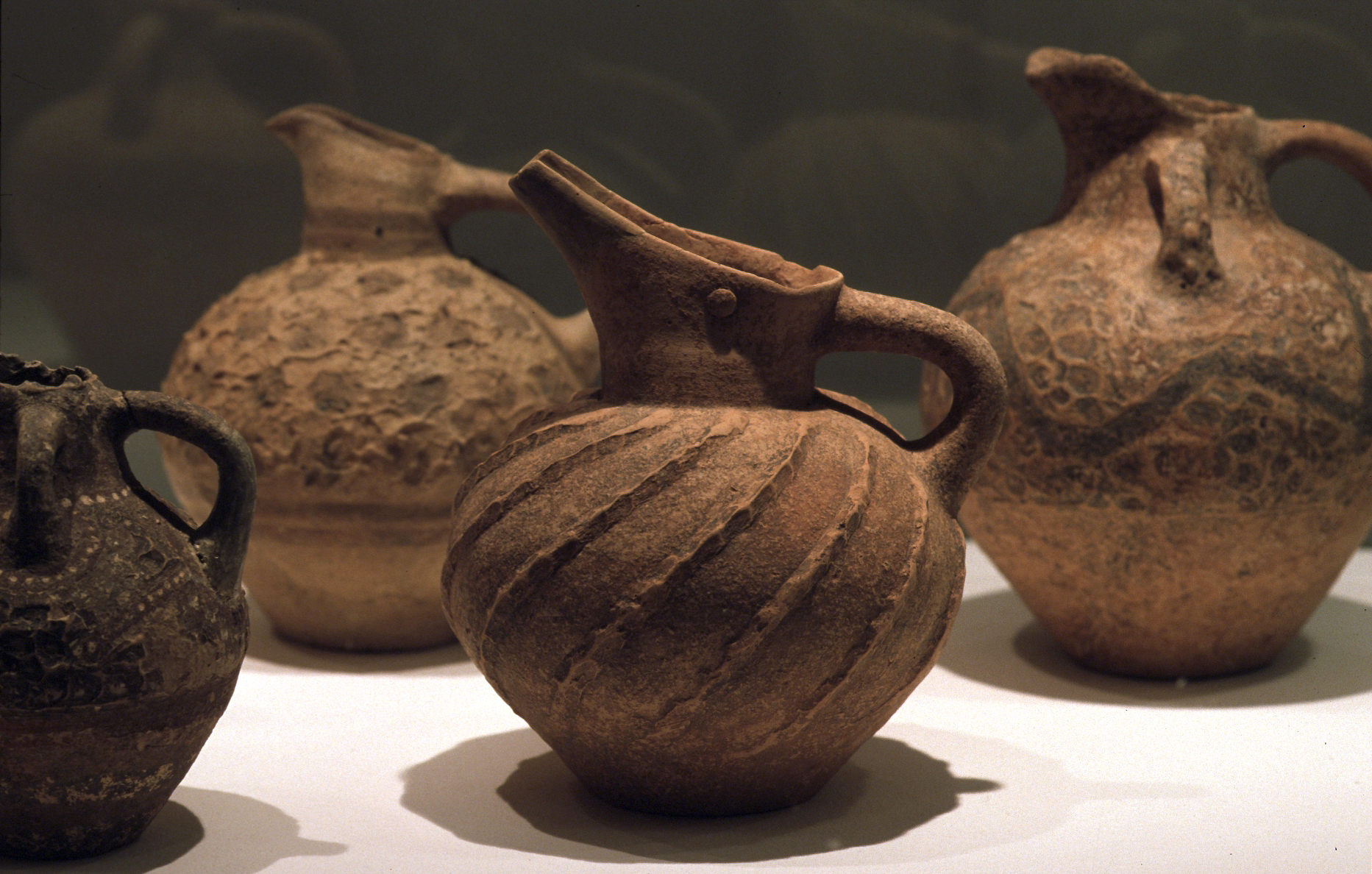
Minoische Keramik

Der Hypothese der semitischen Herkunft der Kydonen wird entgegengehalten, dass es viele Hinweise auf eine Einwanderung aus Kleinasien oder vom griechischen Festland nach Kreta gäbe. Dazu zählen vor allem mythologische und kultische Übereinstimmungen. In Bezug auf das griechische Festland ist demgegenüber zunächst von einer Beeinflussung der dortigen Achaier durch das minoische Kreta auszugehen. Die zeitlich spätere mykenische Kultur weist viele Gemeinsamkeiten mit der minoischen Kultur auf, so übernahmen die Festlandsgriechen minoische Keramikformen und -motive und nach einer Schwächung der Minoer um 1450 v. Chr. und der Übernahme der Herrschaft über Kreta durch die Mykener entwickelte sich die mykenische Linearschrift B aus der älteren minoischen Linearschrift A. Auch der Kult der Diktynna ist ausgehend von der Nymphe Britomartis ein ursprünglich kretischer, der sich von dort zum Festland auf den Peloponnes hin ausbreitete. In umgekehrter Richtung wurde der Kult der Artemis erst zur Zeit der dorischen Wanderung nach Kreta gebracht.
Die Abstammung eines Großteils der heutigen Kreter aus Kleinasien ist indes inzwischen genetisch belegt. DNA-Analysen von 193 Inselbewohnern wurden im Jahr 2008 durch Constantinos Triantafyllidis von der Aristoteles-Universität in Thessaloniki mit Proben von neolithischen Fundplätzen verglichen. Dabei gab es zum griechischen Festland keine Übereinstimmung von Haplotypen im Erbmaterial, dafür jedoch mit DNA-Proben aus Anatolien. Festlandsgriechisches Erbmaterial glich eher dem anderer Gebiete der Balkanhalbinsel. Der Kult des Kretischen Zeus weist ebenfalls nach Osten, wo in ganz Kleinasien und Mesopotamien ein Wettergott verehrt wurde, der unter verschiedenen Namen firmierte, aber wie Zeus mit Attributen wie Blitz und Stier, mitunter auch Helm (Baal) versehen war. Sowohl als Teššub der Hurriter, dessen Sohn mit Ḫebat, Šarrumma, auch in Stiergestalt dargestellt wurde, als auch Tarḫunna bei den Hethitern war er der jeweils oberste Gott des Pantheons. Bei den Luwiern hieß er Tarḫunt und bei den vorindoeuropäischen Hattiern Taru.
Während über die Hattier, in deren Siedlungsgebiet später die Hethiter ihr Reich errichteten, wenig bekannt ist, weiß man über die Luwier, deren Spuren man von der Südostküste Kleinasiens über Westanatolien (Arzawa) bis nach Troja fand, dass sie im Besitz einer Hieroglyphenschrift waren, dem Hieroglyphen-Luwisch. Einer Hieroglyphenschrift bedienten sich auch die Minoer in Form der Kretischen Hieroglyphen. Ob beide Schriftformen einer gemeinsamen Urschrift entstammen oder sich gegenseitig beeinflussten, ist noch nicht erforscht, sie scheinen jedoch entfernt verwandt. Auf Anatolien als Urheimat der Kreter weist auch die Verbreitung weiblicher Gottheiten. So gibt es eine Göttin zwischen Löwen, die an die kleinasiatische Muttergöttin Kybele ebenso erinnert wie an Rhea, die Mutter des Zeus. Mit ihr steht auch der Kult der Nymphe Adrasteia in Verbindung, einer Tochter des kretischen Königs Melissos. Eine Schildgöttin erinnert an das Urbild der griechischen Athene, deren Name nichtgriechischen Ursprungs ist. Nicht zuletzt hielt in Kleinasien noch der Wettergott die Labrys, die auf Kreta oft dargestellte heilige Doppelaxt, in seinen Händen und in Karien an der östlichen Ägäisküste war der oberste Gott einst auch als Zeus Labraundos bekannt.

### Minoische Kultur

Fundplätze der Minoischen Kultur auf Kreta

Die Hypothese von der ethnischen Zweiteilung Kretas in minoischer Zeit stützt sich auf mehrere Hinweise. Zunächst gibt es die Volksnennungen der antiken Autoren, wie Homer und Strabon, bei denen man drei der genannten fünf Völker als nichtkretisch ansehen kann. Die Dorer kamen erst infolge der dorischen Wanderung nach 1100 v. Chr. vom griechischen Festland auf die Insel. Die aufgeführten Achaier waren Träger der mykenischen Kultur, die vom Peloponnes aus nach 1450 v. Chr. die Herrschaft über die Minoer erlangten und auf Kreta wohl nur eine Oberschicht bildeten, während die minoische Kultur, mykenisch beeinflusst, im spätminoischen Zeitabschnitt weiter bestand. Die verstreut lebenden Pelasger werden ebenfalls mit dem griechischen Festland in Verbindung gebracht, mal mit Thessalien, mal mit anderen Teilen des Landes. Herodot meint, Pelasgia (griechisch Πελασγία), sei ein älterer Name für Griechenland und mit der mythischen oder poetischen Bezeichnung Peloponnes identisch.
Demgegenüber gibt es solche Verweise auf andere Regionen in Bezug auf Kydonen und Eteokreter bislang nicht. Dabei sind allerdings auch die eigentlichen Volksnamen beider auf Kreta bezogenen Bevölkerungsgruppen nicht bekannt. Die Bezeichnungen verweisen auf den Inselnamen oder in anderer Auslegung bei den Kydonen auf eine Stadt der Insel. Nur wäre letzteres ungenau seitens der antiken Autoren, weil man sich fragen müsste, warum dann die Bewohner der anderen kreto-minoischen Städte nicht auch als Völker ihrer Städte erscheinen, sondern insgesamt unter Eteokreter zusammengefasst wurden. Wahrscheinlicher ist die Benennung der Stadt Kydonia nach dem Volk der Kydonen oder deren mythischen König Kydon. Man kann also sowohl Kydonen als auch Eteokreter als einheimische Völker Kretas betrachten, von denen aber die Eteokreter als „echte Kreter“ wohl länger auf der Insel ansässig waren.

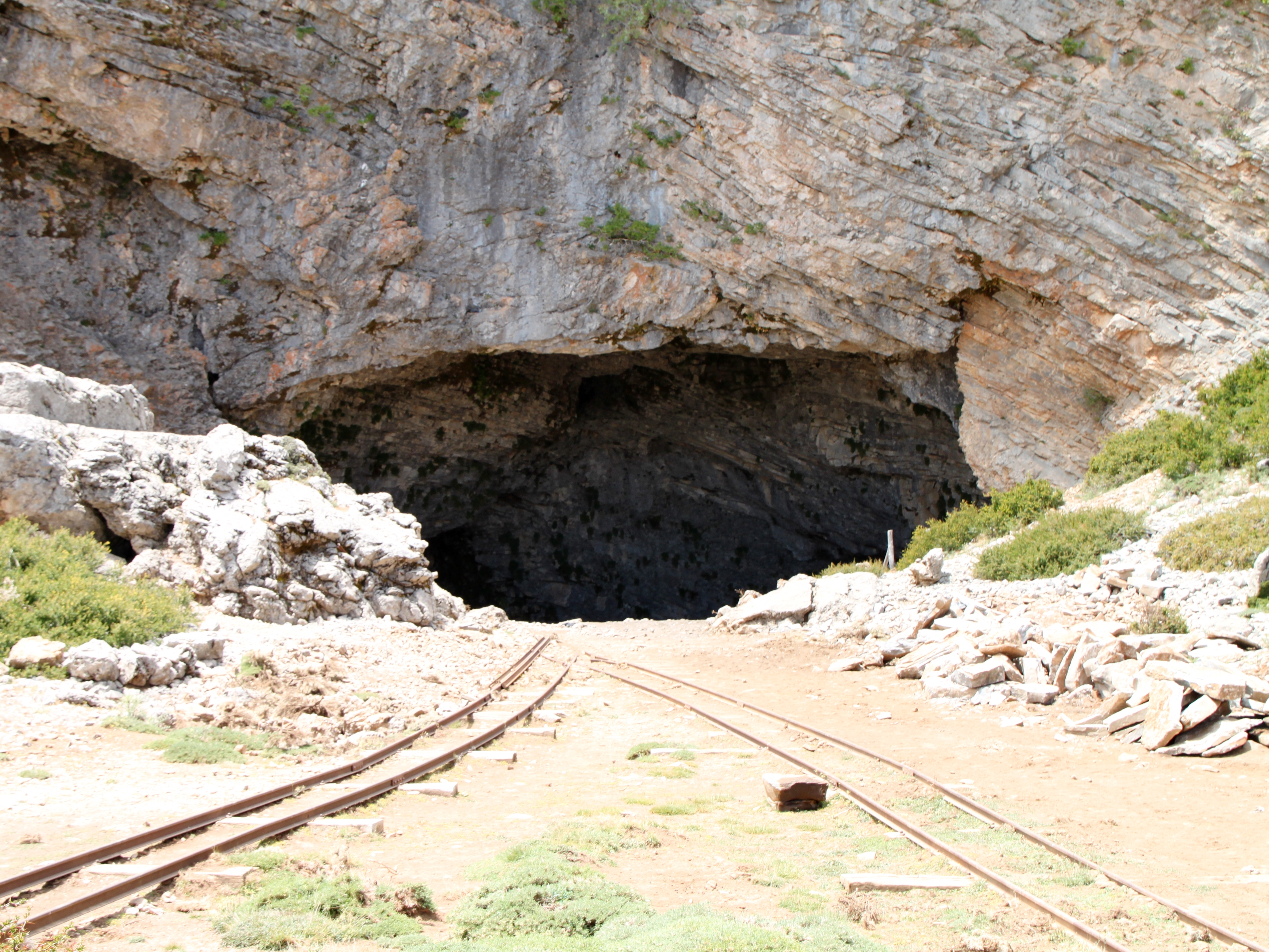
Kulthöhle des Zeus im Psiloritis-Massiv

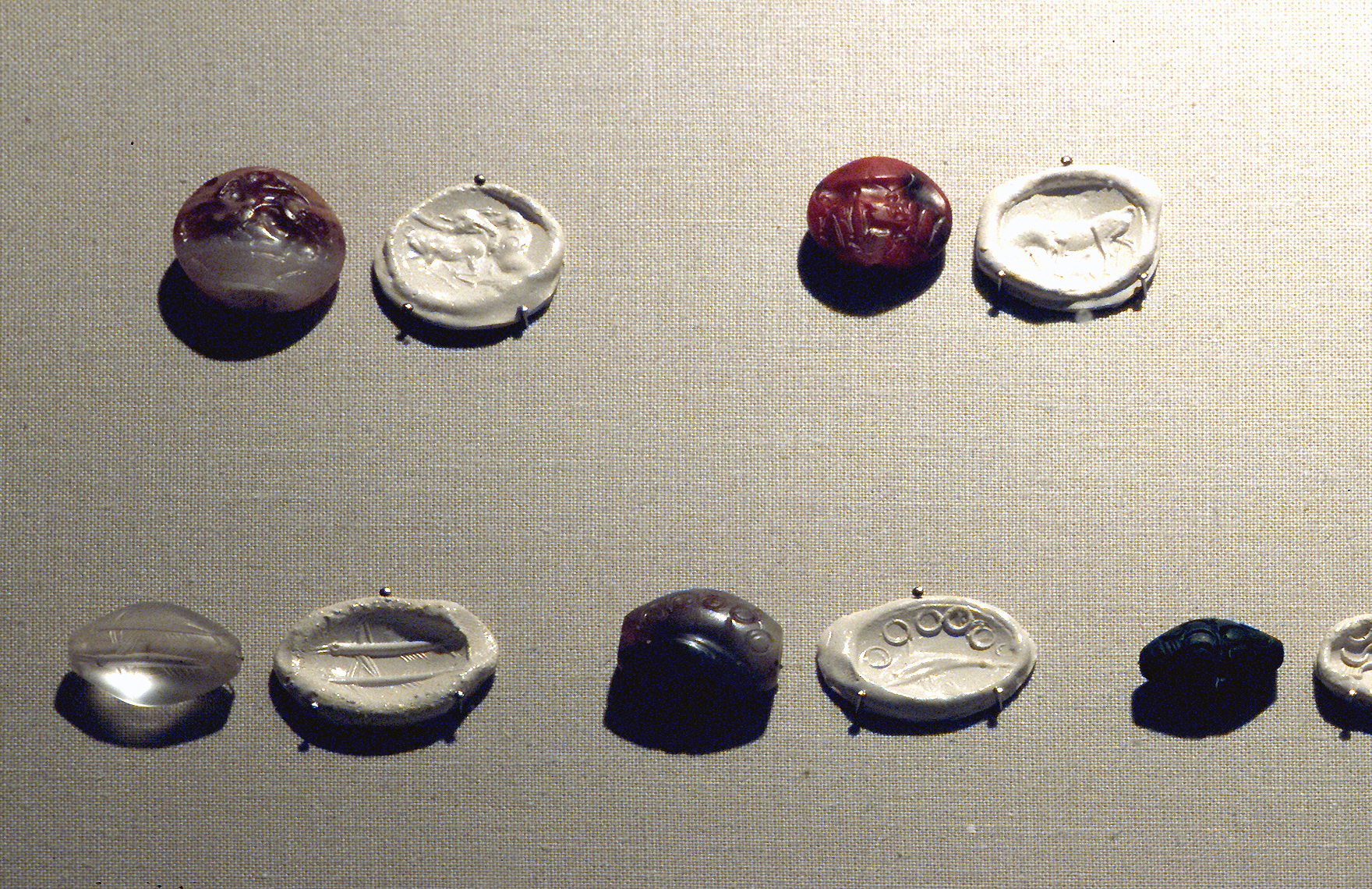
Minoische Siegel

Ein zweiter Hinweis könnte die mythische Zweiteilung der Insel sein. Danach entstammte Minos, nach Herodot und Thukydides der Gründer der Thalassokratie auf Kreta, aus der Verbindung des Zeus mit der Europa. Der mythische Stammvater der Kydonen, König Kydon, war jedoch Sohn des Apollon oder Hermes, wobei in Gortyn ein Apollon-Tempel bezeugt ist. Dem Apollon-Mythos der Kydonen stand damit der Mythos des Kretischen Zeus gegenüber, dessen Kult vor allem an heiligen Orten im Psiloritis-Massiv und im Dikti-Gebirge, den Zeushöhlen der Idäischen Grotte und der Höhle von Psychro ausgeübt wurde. Nach vermuteter Herkunft des Zeus aus Kleinasien und ausgehend davon, dass dessen Mythos und Kult älter als der des Apollon war, müssten die Siedlungsgebiete im Inneren Mittel- und Ostkretas als die des älteren Volkes der Insel angesehen werden, nämlich der Eteokreter. Auch bei der Anbetung lokaler Gottheiten, wie der kydonischen Britomartis Diktynna, später als Schwester Apollons angesehen, bestanden Unterschiede zwischen den einzelnen Regionen Kretas.
Als wichtiger Hinweis für eine Zwei-Völker-Hypothese kann der gleichzeitige Gebrauch zweier grundverschiedener Schriftsysteme über einen längeren Zeitabschnitt der Minoischen Kultur gelten. Dies betrifft die Kretischen Hieroglyphen (um 2000–1700/1600 v. Chr.) und die Linearschrift A (um 2000–1400 v. Chr.). Von den Kretischen Hieroglyphen sind 137 Piktogramme bekannt. Es handelt sich um eine Lautschrift, von der vereinzelt Zeichen bereits auf frühminoischen Siegeln erscheinen und von denen angenommen wird, dass sie dort ornamental verwendet wurden. Neben dieser möglicherweise mit anatolischen Hieroglyphenschriften verwandten Schrift wurde die Linearschrift A verwendet. Im Gegensatz zu den Kretischen Hieroglyphen, die nur auf sogenannten Siegelsteinen erscheinen, fand die Linear-A-Schrift eine breitere Verwendung. Linear A besteht aus 70 Silben repräsentierenden phonetischen und 100 sematografischen (bedeutungsbasierten) Symbolen, die Klänge, konkrete Objekte oder abstrakte Begriffe angeben. Der US-amerikanische Semitist und Orientalist Cyrus H. Gordon vertrat die Ansicht, dass die minoische Linearschrift A einen nordwestsemitischen Dialekt wiedergibt und bringt die Schrift mit dem Ugaritischen in Verbindung. Dies korrespondiert mit den oben genannten Ableitungen von Orts- und Namensbezeichnungen aus dem Semitischen durch Ernst Assmann. Und Herodot beschreibt in seinen Historien, im 5. Buch, Kapitel 58, über die griechischen Kadmossage die phönizische Herkunft der Schrift.
Ob es sich bei den Kydonen um ein den Westen und möglicherweise die Südküste Kretas bewohnendes semitisches Volk handelte, das mit den in der Mitte und im Osten der Insel, dabei auch an den dortigen Küsten siedelnden Eteokretern eine wechselseitige Beziehung einging, die heute „minoische Kultur“ genannt wird, bleibt offen. Indizien sprechen für zwei Völker, die in der Bronzezeit des zweiten vorchristlichen Jahrtausends die Insel bewohnten und weitere zwei, die Pelasger und die Achaier, die zu verschiedenen Zeiten in geringerer Zahl zuwanderten. Die Dorer scheinen bei ihrer späteren Einwanderung ab 1100 v. Chr. auf wesentlich weniger Menschen getroffen zu sein, als in minoischer Zeit auf der Insel ansässig waren. So gibt es Hinweise, wie im Fall Kommos am Südwestrand der Messara-Ebene an der Südküste Kretas, dass um 1200 v. Chr. Küstenstädte aufgegeben wurden. Dies wird häufig mit dem „Seevölkersturm“ in Verbindung gebracht, wobei Verwüstungen aus dieser Zeit auf Kreta nicht dokumentiert sind. Als Ursache des Seevölkersturms wird heute unter anderem eine Klimaveränderung angenommen. Nach Abwehrkämpfen gegen die Seevölker im Nildelta siedelte der ägyptische Pharao Ramses III. Teile dieser Völker in Palästina an, deren Kultur eine Herkunft aus dem mykenischen Raum annehmen lassen, zu dem zu dieser Zeit auch Kreta gehörte. Nach der israelitischen Überlieferung kamen die Philister, Namensgeber für Palästina, von der Insel Kaphtor, was als Kreta gedeutet wird.

## Sonstiges
- Kydonischer Apfel
- Cydonia Mensae